# La Serpent
La Serpent är en kommun i departementet Aude i regionen Occitanien  i södra Frankrike. Kommunen ligger  i kantonen Couiza som ligger i arrondissementet Limoux. År 2022 hade La Serpent 95 invånare.

## Befolkningsutveckling
Antalet invånare i kommunen La Serpent
Referens: INSEE